# Gerard Peter Kuiper

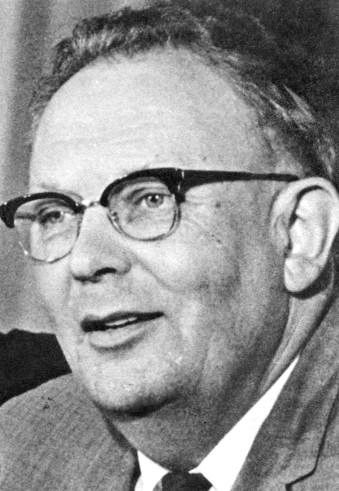
Gerard P. Kuiper

Gerard Peter Kuiper, eigentlich Gerrit Pieter Kuiper (* 7. Dezember 1905 in Harenkarspel; † 24. Dezember 1973 in Mexiko-Stadt), Nachname gesprochen [ˈkœypər], war ein niederländisch-amerikanischer Astronom, Selenograph und Planetologe niederländischer Herkunft. Nach ihm wurde der Kuipergürtel benannt.

## Leben
Kuiper war das älteste von vier Kindern. Seine Eltern waren Gerrit (ein gelernter Schneider) und Antje geborene de Vries. Er studierte ab 1924 Astronomie an der Universität Leiden. 1927 schloss er erfolgreich sein Bachelorstudium ab und verfolgte direkt im Anschluss daran sein Promotionsstudium. Kuiper nahm 1929 an einer achtmonatigen Expedition zur Sonnenfinsternis nach Sumatra teil.
Nach seinem Studium an der Universität Leiden und einer Promotion bei Ejnar Hertzsprung über Doppelsterne (Statistische onderzoekingen van dubbelsterren) ging er 1933 in die USA und war seit 1937 am Yerkes-Observatorium der Universität von Chicago beschäftigt.
Während des Zweiten Weltkriegs (1943 bis 1945) ließ sich Kuiper von der University of Chicago beurlauben und wechselte an die Fakultät des Harvard Radio Research Laboratory, wo er an Radar-Gegenmaßnahmen beteiligt war. In diesem Zusammenhang reiste er 1944 mit dem Hauptquartier der 8. Luftwaffe nach England. Im Januar 1945 kehrte er als Mitglied der ALSOS-Mission des US-Kriegsministeriums nach Europa zurück, um den Stand der deutschen Wissenschaft zu beurteilen. Kuiper gelang eine ziemlich gewagte Rettung von Max Planck, der sich, wie er erfuhr, in der Ostzone Deutschlands unter schwierigen Umständen befand und in Gefahr war, von sowjetischen Truppen gefangen genommen zu werden. Er nahm ein Fahrzeug und einen Fahrer und raste über das Land zu Plancks Standort, wo er nur Stunden vor den Sowjets ankam. Planck und seine Frau wurden in die Westzone und dann weiter nach Göttingen und in die Obhut von Freunden und Verwandten gebracht.
1949 initiierte Kuiper den Yerkes–McDonald Asteroid Survey (1950–1952). 1960 gründete er an der University of Arizona das Lunar and Planetary Laboratory.
Hauptsächlich beschäftigte er sich mit dem Sonnensystem. Er wies das Kohlendioxid in der Atmosphäre des Mars nach und entdeckte die Atmosphäre des Titan sowie den Uranusmond Miranda und den Neptunmond Nereid. Er arbeitete auch theoretisch über Fragen der Entstehung des Sonnensystems und sagte den nach ihm benannten Kuipergürtel voraus. Für den Pluto errechnete er, dass der Durchmesser und die Masse weit geringer sein müssen, als um 1950 angenommen. Da Pluto mit seinem damals noch unbekannten Mond ein enges Doppelsystem bildet, war sein geschätzter Durchmesser mit 6000 km aber immer noch doppelt zu hoch angesetzt.
Kuiper war auch an der Suche nach geeigneten Landeplätzen für das Apollo-Programm beteiligt, indem er in den 1960er Jahren als Chefwissenschaftler des Ranger-Projekts der NASA Bilder der Mondsonden analysierte.

## Ehrungen
- 1949: Mitglied der American Academy of Arts and Sciences
- 1950: Mitglied der National Academy of Sciences
- 1950: Korrespondierendes Mitglied der Königlich Niederländischen Akademie der Wissenschaften[4]
- 1951: Jules-Janssen-Preis der Astronomischen Gesellschaft Frankreichs
- 1959: Auszeichnung mit der Henry Norris Russell Lectureship der American Astronomical Society
- 1971: Keplermedaille in Gold der American Association for the Advancement of Science und des Franklin Institute
- 1974: posthum Namensgeber für das Kuiper Scarp, eine Geländestufe auf der Alexander-I.-Insel in der Antarktis
- Nach Kuiper benannt wurden u. a.: je ein Krater auf dem Mond, dem Mars und dem Merkur, der Asteroid (1776) Kuiper[5] (siehe auch Kuipergürtel und Kuipergürtelobjekte (KBO)) und das Kuiper Airborne Observatory.
- Die American Astronomical Society vergibt den Gerard P. Kuiper Prize in Anerkennung der Lebensleistung in der Planetologie.